# Josef Pfitzner
Josef Pfitzner (24. března 1901 Petrovice u Krnova – 6. září 1945 Praha) byl historik a protektorátní náměstek pražského primátora německé národnosti. Po druhé světové válce byl odsouzen a popraven.

## Mládí a meziválečné období
Narodil se v rodině ševce ve slezské vesnici Petrovice u Krnova. Po dokončení gymnázia v Opavě studoval historii na Německé univerzitě v Praze. V roce 1930 se stal profesorem na téže univerzitě na katedře východoevropských dějin. S manželkou Elisabeth měl dva syny. Starší Wolfi strávil první léta u babičky ve Znojmě, od Pfitznera měl nařízeno, aby si místo pohádek četl nacistické spisy. Mladší syn Geri se narodil teprve v roce 1943. Vřelý vztah měl k rodným Petrovicím a jejich obyvatelům. Také měl velice rád přírodu.
Mluvil plynně česky a již během svého studia navštěvoval semináře Josefa Pekaře. O jeho vřelých vztazích k Pekařovi i k ostatním českým historikům hovoří skutečnost, že jeho meziválečné publikace byly pravidelně recenzovány v Pekařově Českém časopisu historickém. Pekař jej nazýval česko-německým historikem a oceňoval jeho práce. On se naopak snažil seznámit německou odbornou společnost s českou historiografickou produkcí. To ocenil i profesor Josef Šusta. Zdeněk Kalista ve svých memoárech píše, že sám Tomáš Garrigue Masaryk jej považoval za sudetského Němce, který napomáhá k posílení česko-německého historického povědomí a přispívá k upevnění Československé republiky.
Vše se však obrátilo v druhé polovině 30. let, kdy vstoupil do SdP oslněn jejím vítězstvím ve volbách. V Henleinovi spatřoval legitimátora „myšlenky sjednocení sudetoněmeckého národního společenství“. Po předběžných rozhovorech s K. H. Frankem začal pracovat na knize Sudetendeutsche Einheitsbewegung, kterou věnoval Henleinovi. K. H. Frank byl tehdy ještě karlovarským knihkupcem, poslancem za SdP a šéfem jejího nakladatelství. Pfitzner se zřejmě kochal[zdroj?] myšlenkou politické kariéry v SdP. V roce 1936 knihu dokončil a odevzdal k vydání. To však bylo pozastaveno kvůli výhradám k určitým pasážím, které musel opravit; kniha vyšla r. 1937.
Definitivní rozkol s českými historiky znamenalo otištění dvou dopisů od právě zesnulého Josefa Pekaře v novinách SdP Die Zeit dne 23. ledna 1937. Snažil se jimi dokázat Pekařovy antisemitské postoje a sympatie k sudetoněmeckému pronacistickému hnutí. Česká odborná veřejnost dobře věděla,[zdroj?] že Josefa Pekaře ke konci života již opouštěly duševní síly, a tento čin považovala za hyenismus.

## Druhá republika a protektorát
První veřejnou funkci získal až v roce 1938; po obecních volbách v tomto roce se stal členem zastupitelstva města Prahy. Dne 16. března 1939 vítal Adolfa Hitlera na Pražském hradě. Pfitzner byl jmenován vládním komisařem ve správě Prahy s titulem náměstka primátora, kterým ponechali JUDr. Otakara Klapku. Dne 11. prosince 1939 bylo jejich postavení právně upraveno. Pfitzner měl být o všem informován a měl právo spolupodpisu s primátorem. Od ledna 1940 pravidelně posílal situační zprávy státnímu tajemníkovi K. H. Frankovi.
Velkou výhodou J. Pfitznera bylo, že dobře znal české prostředí. Počátkem roku 1940 vyvolal první otevřené konflikty s primátorem Klapkou a s lidmi z jeho nejbližšího okolí. Záminkou byla Klapkova účast na Němci nepovolených vzpomínkových akcích. Pfitzner si chtěl ideologicky podmanit Prahu (napsal spisek Das tausenjährige Prag, 1940), což byl další důvod ke svárům s Čechy. Kontroloval veškeré publikace vydávané o Praze a několik jich zakázal vydat. Inicioval také přeškolení a přezkoušení pražských turistických průvodců. Napsal monografii Kaiser Karl IV. (1938), pohoršovalo ho, jak se Češi dívají na postavu Karla IV. Celé pojetí Palackého dějin vnímal jako scestné (podle něj se Češi chlubí cizím peřím, přivlastňují si totiž skutky Němců). Snažil se z Prahy odstranit vše, co podporovalo českou národní hrdost, a samozřejmě židovské pomníky (např. socha Rabiho Löwa z Mariánského náměstí a socha Mojžíše z Pařížské třídy byly odstraněny do 10. března 1940). Proti odstranění pomníku francouzského historika Ernesta Denise se postavil primátor Klapka a Pfitzner byl nucen věc postoupit zemskému prezidentovi. Ten ovšem musel pod nátlakem souhlasit a i tento pomník byl v noci z 20. na 21. dubna 1940 odstraněn. Pfitzner chtěl odstranit i Wilsonův památník, ovšem ten byl odstraněn až po vstupu USA do války. Inicioval také vznik komise, která měla změnit pražský městský znak z roku 1927 a ve které měl sám zasedat. (Z původního znaku byl převzat pouze znakový štít.) Pfitzner také nařídil přezkoumat veškeré nápisy na českých památnících a pamětních deskách. V dubnu 1940 byl vypracován seznam ulic, které se mají přejmenovat. Primátor Klapka doslovným lpěním na předpisech a průtahy zdržoval odstraňování pomníků, přejmenování ulic či zavedení němčiny jako úřední řeči na magistrátu, což vyvolávalo další rozpory s Pfitznerem. (Díky neprůhlednosti starých norem a nových nařízení se Němcům nedařilo zavést do pražského magistrátu němčinu, a proto byli němečtí úředníci nuceni jednat a psát zprávy v češtině. Despekt českých úředníků zašel tak daleko, že s Pfitznerem jednali výhradně česky.) Od počátku roku 1940 si Pfitzner v téměř každé měsíční situační zprávě na Klapku stěžoval.
Když čeští úředníci začali úmyslně zdržovat poněmčování pražských ulic, dal Klapkovi najevo nespokojenost i K. H. Frank a vyhrožoval mu deportací do koncentračního tábora. Dne 9. července 1940 byl Otakar Klapka po výpovědích mučených vězňů z odboje i se svými spolupracovníky zatčen a všichni byli za intenzivní spolupráci s odbojem popraveni. Pfitzner se domníval, že konečně přišla jeho šance, a navrhl ustanovit v Praze německého i českého primátora, přičemž německý primátor by měl konečné slovo a právo veta. Jeho návrhy však zůstaly bez odezvy a na Klapkovo místo byl jmenován JUDr. Alois Říha.
Dne 27. září 1941 byl do funkce zastupujícího říšského protektora jmenován Reinhard Heydrich, kterého Pfitzner obdivoval a snažil se mu zalíbit. Dne 5. prosince 1941 konzultoval Heydrich s K. H. Frankem personální změny na vyšších místech. Heydrichovi se však Pfitzner patrně nezamlouval. O Pfitznerových intelektuálních postojích měl nevalné mínění i Joseph Goebbels, který nechal zničit jeho dějiny Polska (Grosse Weltgeschichte Polen, 1939). K takovému postoji se přidali i další (např. SS-Sturmbannführer Walter Jacobi a šéf pražského gestapa Horst Böhme). Pfitzner cítil, že jeho pozice je ohrožena, a začal hledat podporu. Byl přijat Frankem, který jej uklidňoval tím, že mu bude umožněn důstojný odchod a místo profesora na univerzitě v Královci nebo Berlíně. Pfitzner hledal oporu také u sudetoněmeckých nacistů (Franz Mai, Konstantin Hösse, Alfred Buntru) a napsal i Henleinovi. Dne 27. května 1942 byl při operaci Anthropoid zraněn Heydrich a 4. června 1942 na následky zranění zemřel. Pfitzner opět cítil svoji šanci, aktivně se účastnil všech akcí spojených s Heydrichovou smrtí a horlivě jej oplakával. Za měsíc se však již opět mluvilo o jeho odchodu. Fuchs mu nabízel místo profesora na univerzitě ve Štýrském Hradci, to však bylo pro Pfitznera málo. Frank mu slíbil důstojný odchod, což pro něj znamenalo být profesorem v Berlíně nebo rektorem na univerzitě v Praze atd. Jedinou oporou mu v této době byli pražští příslušníci SA.
Frank se obrátil s prosbou do Berlína, aby Pfitznera povolali na některou z říšských univerzit. Říšský ministr výchovy Mentzel však odpověděl, že pro člověka takových kvalit nemá žádné dostačující místo, a navrhl, aby byl Pfitznerovi zadán nějaký „výzkumný úkol v rámci ministerstva pro východ“. Připomněl navíc jeho neoblíbenost. Frank se tedy obrátil na ministra pro východ Alfreda Rosenberga. Rosenberg však neodpověděl a Frank ponechal Pfitznera ve funkci. Upustil také od myšlenky, že místo primátora obsadí Němcem.
Tato situace otřásla Pfitznerovou osobní autoritou natolik, že se primátor Říha začal chovat jako jeho předchůdce a zarputile se Pfitznerovi snažil ve všem odporovat. Pfitzner se poté stával stále skromnějším a nenápadnějším. Stále však neotřesitelně věřil Hitlerovi a Říši a nepřipouštěl si, že by Německo mohlo válku prohrát. Rodinu poslal do Rakouska teprve v dubnu 1945 a sám zůstal v Čechách.

## Zatčení a soud
Dne 8. května Pfitzner uposlechl pokynu pražského vojenského velitele k všeobecné evakuaci. V západních Čechách byl zajat Američany a internován. Dne 21. května byl předán policii. O necelé tři měsíce později sepsal úvahu o zhroucení Německa. Při výsleších vystupoval sebejistě a jako nacionálně orientovaný Němec. Distancoval se od SS a hájil se tím, že jednal nesvobodně a pod nátlakem. Dr. Emil Franzel jej popsal slovy „přehnaně sebevědomý, ironický, dobrý řečník“ s tím, že ve funkci náměstka primátora byl „nucen vystupovat jako fanatický nacista a měl hodně nepřátel“. Pracoval oddaně, nesledoval vlastní finanční prospěch a totéž očekával od všech Němců. Zřejmě proto nebyl oblíbený. Vzhledem ke své víře se necítil vinen.
V žalobě z 1. září 1945, kterou sepsal JUDr. Jaroslav Drábek, se nehovořilo o opakovaném udávání primátora Otakara Klapky, ale o Pfitznerově činnosti v SdP a NSDAP, jež vedla k odstoupení pohraničních oblastí Československa, ničení majetku města Prahy a cílené germanizaci centra hlavního města.

Mimořádný lidový soud v Praze shledal Pfitznera vinným trestnými činy dle § 1, 2 a 6 dekretu presidenta republiky ze dne 19. června 1945, o potrestání nacistických zločinců, zrádců a jejich pomahačů a o mimořádných lidových soudech, tzv. velkého retribučního dekretu, a vynesl rozsudek smrti. Jeho poprava proběhla veřejně dne 6. září 1945 na Soudním náměstí na Pankráci.